# Шумово (гмина)
Шумово (пол. Szumowo) — сельская гмина (волость) в Польше, входит как административная единица в Замбрувский повет, Подляское воеводство. Население — 5001 человек (на 2011 год). Административный центр гмины — деревня Шумово.

## Демография
Данные по переписи 2011 года:
| Перепись            | Всего | Мужчины | Женщины |
| ------------------- | ----- | ------- | ------- |
| Всего               | 5001  | 2551    | 2450    |
| Городское население | 0     | 0       | 0       |
| Сельское население  | 5001  | 2551    | 2450    |

## Сельские округа
1. Глембоч-Вельки
2. Качинек
3. Калиново
4. Краево-Будзилы
5. Лентовница
6. Острожне
7. Папроць-Дужа
8. Папроць-Мала
9. Пенхратка-Польска
10. Радваны-Заоже
11. Рынолты
12. Сребрна
13. Сребрны-Борек
14. Стрыйки
15. Шумово
16. Вышомеж-Вельки
17. Зарембы-Яртузы
18. Жабиково-Прыватне
19. Жабиково-Жондове

## Поселения
1. Яжембе
2. Мрочки-Стылёнги
3. Нове-Шумово
4. Пенхратка-Парцеле
5. Подбель-Дужа
6. Вышомеж-Колёня

## Соседние гмины
1. Гмина Анджеево
2. Гмина Острув-Мазовецка
3. Гмина Стары-Люботынь
4. Гмина Снядово
5. Гмина Замбрув